# Gertrude Henle
Gertrude Henle (geborene Szpingier 3. April 1912 in Mannheim; gestorben 1. September 2006 in Newtown Square, Pennsylvania) war eine US-amerikanische Virologin.

## Leben
Gertrude Szpingier war eine Tochter des städtischen Beamten Theophil Szpingier und der Leonore Baumgart. Sie wuchs in Mannheim auf. Ihre Mutter wurde 1943 von den Nationalsozialisten ermordet, ihr Vater starb 1938. Szpingier studierte ab 1931 Medizin an der Universität Heidelberg, wo sie 1936 bei Ludolf von Krehl promoviert wurde (Der Stoffwechsel bei isoliertem Fettgewebe). Für ihre Doktorarbeit war sie am Kaiser Wilhelm Institut für medizinische Forschung, wo sie ihren Mann Werner Henle kennenlernte, dem sie 1937 in die USA nach Philadelphia folgte, wo sie 1937 heirateten. Beide arbeiteten in ihrer Karriere eng miteinander zusammen. Sie war ab 1937 Instructor für Mikrobiologie an der University of Pennsylvania, 1941 Associate Professor für Virologie (und Mitglied der Forschungsabteilung für Virologie am Children´s Hospital in Philadelphia). Später wurde sie Professorin. 1982 emeritierte sie, im selben Jahr wie ihr Mann.
Gertrude und Werner Henle sind für ihre Arbeiten zu Grippe-Impfung und die Entwicklung eines Tests auf Mumps bekannt. Außerdem wiesen sie die krebserregende Wirkung des Epstein-Barr-Virus nach und untersuchten weitere Tumorviren. Sie zeigten mit Joseph Stokes die Wirkung von Gamma-Globulin gegen Hepatitis. Sie publizierte, meist mit ihrem Ehemann, über 200 wissenschaftliche Arbeiten.
In den 1980er Jahren beschäftigten sie sich mit Aids.
1971 erhielt sie mit Werner Henle den Robert-Koch-Preis, 1975 den William B. Coley Award, 1979 den Bristol-Myers Award, den Virus Cancer Program Award (1975) und 1983 die Goldmedaille des Children´s Hospital of Philadelphia. 1975 wurde sie Ehrendoktor des Pennsylvania College of Medicine. Im Jahr 1979 wurde sie zum Mitglied der Leopoldina und der National Academy of Sciences gewählt.
Sie war seit 1942 US-Staatsbürger.

## Schriften
- mit Vincent Groupé, Werner Henle und anderen The viruses of human epidemic influenza and related problems, Philadelphia 1944
- mit Susanna Harris und anderen: Studies on the complement fixing antigens of Mumps Virus, Philadelphia 1948